# Gobio skadarensis
Gobio skadarensis és una espècie de peix cipriniforme de la família dels ciprínids.